# Adrijanci
Adrijanci (ungarisch Andorháza) ist ein Dorf und ein Ortsteil der Gemeinde Gornji Petrovci in Slowenien. Der Ort liegt circa zwei Kilometer nördlich des Gemeindezentrums an der alten Straße Gornji Petrovci – Šalovci.
Die Streusiedlung zählt circa 215 Einwohner und verteilt sich partiell auf die Talung des Adrijanski-Baches, 263 m, und die beiden anschließenden Höhenzüge. Die einzelnen Häusergruppen im Tal tragen die Flurnamen Sojkini, Zavcini, Ferencini und Lepošini. Einige höher gelegene Bauerngehöfte werden mit Borinje, Idukini, Mijokini und Beznovini benannt.
Im Norden und Süden sind die Hanglagen teilweise bewaldet, an witterungsgeschützten Stellen sind Obstplantagen angelegt und auf dem Hügel Vreje werden etliche Weingärten bearbeitet.

## Geschichte
Der Ort wird erstmals im Jahre 1366 urkundlich mit „Adrian in valle seu dystrictu Sool“ dokumentiert, wobei die Bezeichnung Sool sich auf die Nachbargemeinde Šalovci bezieht. Im Jahr 1499 wird die Siedlung in einer Niederschrift mit Odoryancz erwähnt und in einem Protokoll der Diözese Győr/Raab für 1698 wird festgehalten, dass der Ort „Fölsö Sal seu Odriáncz“ der katholischen Pfarre Hl. Dreifaltigkeit in Petrocz (Gornji Petrovci) zugehörig ist.
Im Jahre 1890 wird das Dorf amtlich Andorháza bezeichnet und hatte 424 Einwohner, davon bekannten sich 419 als Slowenen, 4 als Deutsche und einer gab keine Nationalität an. Der Ort lag im Bezirk Muraszombat, dem heutigen Murska Sobota, im Komitat Vas/Eisenburg.
Der Vertrag von Trianon schlug das Dorf am 4. Juni 1920 dem Königreich Jugoslawien zu. Für den nun amtlich Adrijanci genannten Ort wurden bei der Volkszählung am 31. Januar 1921 folgende Daten ermittelt: 407 Slowenen, von diesen 407 Bewohnern bekannten sich 29 zum katholischen und 378 zum evangelischen Glauben.
Bei der Zählung im Jahre 1931 wurden 392 Einwohner ermittelt, im Jahre 1961 waren es noch 316 und für das Jahr 1971 sind folgende Zahlen bekannt: 289 Einwohner, 74 Häuser, 73 Haushalte und 240 Dorfbewohner, die ausschließlich von der Landwirtschaft leben.